# NGC 4848
NGC 4848 là một thiên hà xoắn ốc có thanh chắn nằm trong chòm sao Hậu Phát. Vị trí cách Trái Đất khoảng 340 triệu năm ánh sáng, với kích thước biểu kiến của nó, NGC 4848 có bề ngang khoảng 170.000 năm ánh sáng. Nó được phát hiện bởi Heinrich d'Arrest vào ngày 21 tháng 4 năm 1865. NGC 4848 được coi là một phần của quần tụ thiên hà Coma, nằm ở phía tây bắc quần tụ thiên hà Coma. Nó đã bị tước mất khí khi nó đi qua quần tụ thiên hà này.

## Đặc điểm
NGC 4848 là một thiên hà xoắn ốc khi nhìn từ vào cạnh sắc được xếp vào loại SBab bởi de Vaucouleurs. Nhân của nó là nhân thiên hà hoạt động, và nó đã được phân loại là vùng H II. Một số vùng H II tạo thành một vòng xung quanh nhân thiên hà với bán kính 5–10 giây vòng cung. Tỷ lệ hình thành sao được ước tính là 9 M☉ mỗi năm dựa trên H-alpha, tia tử ngoại, hồng ngoại và độ sáng radio.
Sự phân bố khí hydro của thiên hà là không đối xứng, chúng tạo thành một cái đuôi hướng ra xa trung tâm quần tụ thiên hà Coma. Đuôi có kích thước dự kiến là 62,5 x 18,5 kpc và khối lượng hydro ước tính là 4×109 [[M☉)]]. Đuôi có lẽ được hình thành do áp suất nén khi thiên hà đi qua quần tụ Coma và môi trường giữa chúng với tốc độ khoảng 1.330 km/s, bắt đầu từ 200 triệu năm trước theo mô tả của Fossati và cộng sự, trong khi đó một nghiên cứu trước đây cho thấy mốc thời gian 400 triệu năm. Hydro bị mất được ước tính chiếm 2/3 lượng hydro ban đầu của thiên hà. Một vài vùng hình thành sao, phân loại là vùng HII nằm ở phần đuôi.
Một thiên hà lùn có thể vượt qua đĩa NGC 4848, tuy nhiên do khối lượng của nó quá thấp khó có thể trở thành nguồn tạo ra đuôi hydro.